# Torsen

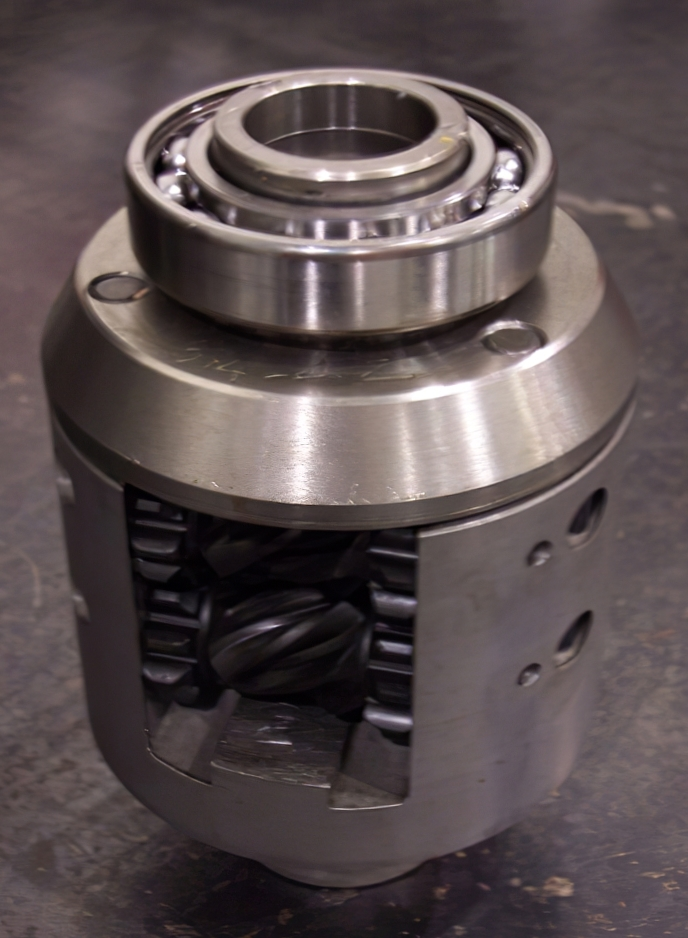
Диференціал «Torsen» з автомобіля Audi quattro

«Torsen» або диференціал «Torsen» (англ. Torsen traction) — автомобільний самоблокувальний механічний диференціал або диференцал підвищеного внутрішнього опору (тертя), що служить для оптимізації розподілу крутного моменту між осями автомобіля або між колесами однієї осі. Назва «Torsen» походить від слів англ. TORque — крутний момент і англ. SENsing — чутливість. Аналогічну назву має виробник та розробник конструкції — американська компанія «JTEKT Torsen NA Incorporated».

## Історична довідка
Перший механізм такого типу складався з двох черв'ячних передач, що були сполучені між собою циліндричними планетарними зубчастими колесами. Його було запатентовано американським винахідником і підприємцем Александером Брауном (англ. Alexander T. Brown) 4 червня 1918 року. У 1958 році американський винахідник Вернон Глесман (англ. Vernon E Gleasman) запатентував конструкцію, яка започаткувала усю лінійку диференціалів типу «Torsen» і отримала згодом назву «Torsen Type 1» а у 1982 право на патент викупила фірма «Gleason Corporation». Від 2003 року власником патенту є «Toyoda Machine Works» (відділення «Toyota Motor Company»).

## Різновиди конструкцій і характеристики
Розроблено три базові типи цього механізму типу «Torsen»:
- Оригінальна (класична) конструкція Torsen T-1 (Type A), у якій використано для збільшення внутрішнього тертя гвинтові зубчасті передачі з мимобіжними (перехресними) осями, які дуже схожі на черв'яні передачі, де роль черв'яків виконують ведені шестерні, а роль черв'ячних коліс — сателіти. Саме зубчасте зачеплення має форму зубів типу Invex™, запатентовану самим розробником, що може розглядатись як частковий варіант евольвентного зачеплення. Тип A може забезпечувати вищі коефіцієнти розподілу крутного моменту, ніж тип B, але, як правило, має більший люфт та схильність до появи шумів, вібрації й ривків, у зв'язку з чим вимагає високоточного виготовлення, монтажу та регулювання.
- Наступна конструкція Torsen T-2 (Type B) використовує гвинтові зубчасті передачі з паралельними осями і забезпечує схожий результат. Існує також спеціалізоване застосування Т-2, відомого як Т-2R (RaceMaster). Механізми T-1 і T-2 в умовах нормального зчеплення розподіляють крутний момент порівну (50:50) між осями.
- Третя версія конструкції Torsen T-3 (Type C) диференціал планетарного типу із зубчастими гвинтовими передачами внутрішнього зачеплення, у якому розподіл крутного моменту між осями за умов нормального зчеплення коліс може бути іншим ніж 50:50. Тип C буває як на основі однорядного, так і на основі дворядного планетарного механізму, останній може використовуватись як передній і центральний диференціал в одному вузлі. Механізм знайшов застосування і як центральний (міжосьовий), так і осьовий диференціал. Механізм було створено для застосування у повноприводних (4x4, 4WD, AWD) версіях авто, що потребували іншого, ніж 50:50 розподілу номінального крутного моменту для випадку міжосьового диференціала. Наприклад, в Audi RS4 забезпечується розподіл 40:60.

У випадку втрати зчеплення однією з осей (обо колесом) механізм «Torsen» на іншу вісь може передавати відповідно більший крутний момент. Те, на скільки більшим буде цей момент визначають характеристики встановлені на етапі проектування та виготовлення конкретного механізму. Характеристичною величиною для механізмів «Torsen» є показник TBR (англ. Torque Bias Ratio). Показник відображає пропорцію розподілу крутного моменту яку механізм спроможний передати на вісь з кращим зчепленням коліс з дорожнім покриттям, порівняно до іншої осі, наприклад: TBR 4:1 означає, що на вісь більшого зчеплення може передаватись у 4 рази більший момент. Цей показник для різних типів може становити:
для T-1 — від 2,5:1 до 6:1 і більше;
для T-2 — від 1,2:1 до 3:1.
У спортивній версії T-2R застосоване додатково початкове зусилля притискання фрикційних елементів. Цей захід дозволяє на подачу частини моменту на вісь, навіть коли на іншій повний нуль. Іншими словами T-2R з піднятим одним колесом веде себе як муфта зчеплення.
Для T-3 відзначається показник блокування від 20 % до 30 %, а діапазон номінального розподілу моменту (в умовах нормального зчеплення коліс) від 65:35 до 35:65.
В усіх типах конструкції механізмів «Torsen» зміна пропорції розподілу моменту відбувається миттєво без участі водія автомобіля чи засобів електроніки. Завдяки тому, що зміна режиму роботи механізму відбувається на рівні механіки, таке технічне рішення є досить ефективним і довговічним.

## Принцип роботи
Конструкція диференціала містить фрикційні елементи, котрі додатково передають крутний момент у випадку настання проковзування коліс на одній з осей а їх притискання здійснюється осьовими зусиллями, що з'являються під час взаємодії планетарних зубчастих коліс з центральними. Осьові зусилля виникають там завдяки застосуванню гвинтових зубців. Ці сили залежать від кута нахилу гвинтової лінії зубів, яка задається при проектуванні. Окрім притискного зусилля на значення TBR буде мати вплив коефіцієнт тертя фрикційних елементів. Враховуючи значення притискних зусиль і коефіцієнта тертя можна розробляти механізми відповідно до заданого показника TBR.
Перший варіант виконання механізму типу «Torsen» з двома черв'яками, що взаємодіяли з відповідними черв'ячними колесами і сполученими циліндричними зубчастими колесами не містив додаткових фрикційних елементів а внутрішній опір виникав у самій черв'ячній передачі у силу специфіки її роботи. Черв'ячна передача має суттєва нижчу ефективність, порівняно х іншими зубчастими передачами, що й зумовило значний внутрішній опір перших варіантів конструкції «Torsen».

## Приклади використання
Диференціали «Torsen» можуть використовуватись в одному або декількох місцях трансмісії механічних транспортних засобів, як:
- центральний (міжосьовий) диференціал для розподілу крутного моменту між переднім і заднім мостами на повнопривідному автомобілі;
- диференціал заднього моста для розподілу крутного моменту між лівою і правою стороною заднього моста в автомобілях із заднім або повним приводом;
- диференціал переднього моста для розподілу крутного моменту між колесами переднього моста у передньопривідних та повнопривідних автомобілях.

Механізми такого типу знайшли застосування у таких марках (моделях) автомобілів:
- Alfa Romeo (156 Crosswagon & Sportwagon, 159, Brera & Spider Q4);
- Audi версії quattro (Audi quattro з 1987, 80, RS2 Avant, 100, 200, 5000, A4, S4, RS4, A5, S5, A6, S6, RS6, A8, S8, A6 allroad quattro, Q5 , Q7, V8);
- Volkswagen система 4motion, для конструкцій з поздовжнім розташуванням двигуна (Passat B2 і B5, Amarok, Touareg);
- Mazda (MX-5, RX-7, RX-8);
- Peugeot (RCZ R, 208 GTI by Peugeot Sport, 308 GTI by Peugeot Sport, 405 4x4 with ABS & Citroën BX 4x4, 505 turbo sedan, модель 1989)

та багато інших.